# سی‌سی‌آی
سی‌سی‌آی (انگلیسی: CCI) شرکت صنایع جنگ‌افزاری آمریکایی است، که در سال ۱۹۵۰ تأسیس شد.